# 日夏町
日夏町（ひなつちょう）は、滋賀県彦根市の町丁。本項ではかつて同区域に存在した犬上郡日夏村（ひなつむら）についても記す。

## 地理
彦根市の中西部、宇曽川の両岸にあたり、北で須越町・甘呂町、東で蓮台寺町・川瀬馬場町、南で清崎町、西で石寺町・三津屋町に接する。南西から北東を滋賀県道2号、南東から北西を滋賀県道196号三津屋野口線が通過する。宇曽川左岸には荒神山・彦根市荒神山公園が所在する。
町域中央部に旧来からの集落（筒井・五僧田・安田・泉・寺村・妙楽寺・中沢・島）が密集しており、東西は田園が広がっているが、東部はニュータウンとして宅地開発が進んでいる。

### 河川
- 宇曽川

## 歴史
- 幕末時点では犬上郡島村・中沢村・泉村・妙楽寺村・安田村・筒井村・五僧田村・寺村であった。「旧高旧領取調帳」の記載によると彦根藩領。
- 明治4年
  - 7月14日（1871年8月29日） - 廃藩置県により彦根県の管轄となる。
  - 11月22日（1872年1月2日） - 第1次府県統合により、全域が長浜県の管轄となる。
- 明治5年
  - 2月27日（1872年4月4日） - 長浜県が改称して犬上県となる。
  - 9月28日（1872年10月30日） - 滋賀県の管轄となる。
- 1874年（明治7年）10月 - 上記8村が合併して日夏村となる。
- 1889年（明治22年）4月1日 - 町村制の施行により、日夏村が単独で自治体を形成。
- 1950年（昭和25年）4月1日 - 彦根市に編入。同日日夏村廃止。

彦根市編入直前の日夏村役場の建物は日夏村廃止後も公民館兼農協支所として利用されていた。平成21年（2009年）に日夏町が農協から土地と建物を買い取り、翌年「日夏里館（ひかりかん）」と名付けて日夏町のシンボルとしている。昭和10年（1935年）4月にウィリアム・メレル・ヴォーリズの設計で建てられたもので、貴重な戦前期の役場建築として2013年3月29日に登録有形文化財に登録された。

## 世帯数と人口
2019年（平成31年）4月1日現在の世帯数と人口は以下の通りである。
| 町丁   | 世帯数    | 人口    |
| ------ | --------- | ------- |
| 日夏町 | 2,152世帯 | 5,578人 |

### 人口の変遷
国勢調査による人口の推移。
| 1995年（平成7年）  | 5,911人 | [ 5 ] |  |
| 2000年（平成12年） | 6,234人 | [ 6 ] |  |
| 2005年（平成17年） | 6,234人 | [ 7 ] |  |
| 2010年（平成22年） | 5,921人 | [ 8 ] |  |
| 2015年（平成27年） | 5,648人 | [ 9 ] |  |

### 世帯数の変遷
国勢調査による世帯数の推移。
| 1995年（平成7年）  | 1,620世帯 | [ 5 ] |  |
| 2000年（平成12年） | 1,786世帯 | [ 6 ] |  |
| 2005年（平成17年） | 1,786世帯 | [ 7 ] |  |
| 2010年（平成22年） | 1,883世帯 | [ 8 ] |  |
| 2015年（平成27年） | 1,887世帯 | [ 9 ] |  |

## 学区
市立小・中学校に通う場合、学区は以下の通りとなる。
| 区域 | 小学校             | 中学校           |
| --- | ------------------ | ---------------- |
| 県道大津能登川長浜線から東 県道三津屋野口線の北の区域および市道芹橋彦富線から東 市道賀田山日夏線から西 県道三津屋野口線から南の区域 | 彦根市立若葉小学校 | 彦根市立南中学校 |
| その他 | 彦根市立城陽小学校 | 彦根市立南中学校 |

## 交通

### バス
- 湖国バス
  - 河瀬線 現在は廃線
    - 34：彦根駅 - 平田 - 南彦根駅西口 - 彦根南ニュータウン - 甘呂 - 河瀬駅西口
    - 35：彦根駅 - 平田 - 南彦根駅西口 - 南彦根駅東口 - 葛籠町 - 出町 - 河瀬駅東口（1日1往復）
    - 36：彦根駅 - 平田 - 南彦根駅西口 - 彦根南ニュータウン - 日夏ニュータウン中央 - 河瀬駅西口

### 道路
- 滋賀県道2号大津能登川長浜線
- 滋賀県道196号三津屋野口線

## 施設
- 彦根市立城陽幼稚園
- 日夏保育園
- 彦根日夏郵便局
- 彦根市荒神山公園
- 善楽寺
- 本覚寺
- 広泉寺
- 安立寺
- 西福寺
- 千手寺
- 正福寺
- 聖徳寺
- 唐崎神社

## その他

### 日本郵便
- 郵便番号 : 522-0047[3]（集配局：彦根郵便局[11]）。